# Gustav Dittrich
Gustav Dittrich (* im 19. Jahrhundert; † im 19. Jahrhundert) war ein deutscher Politiker.

## Leben
Gustav Dittrich war von 1831 bis 1849 Bürgermeister von Reinerz im Landkreis Glatz. Er gehörte dem Provinziallandtag der Provinz Schlesien an und war Teilnehmer des Ersten Vereinigten Landtages. Vom 26. Mai 1848 bis zum <27.> Juni 1848 gehörte er für den Wahlkreis 27. Provinz Schlesien (Habelschwerdt) der Frankfurter Nationalversammlung an. Er blieb fraktionslos. Sein Nachfolger im Parlament wurde Wilhelm Oertel.